# Гьялванг Друкпа
Гъялванг Друкпа — почётный титул главы школы Друкпа, одного из направлений линии Кагью тибетского буддизма. Первый из них считается реинкарнацией махасиддха Наропы. 
Также данное имя означает главу буддистов королевства Бутан.
Основателем линии тулку и первым Гьялвангом Друкпа был Цангпа Гьяре, текущим главой школы Друкпа является Джигме Пема Вангчен.

## Список тулку Гъялванг Друкпа
| Гъялванг Друкпа      | Имя                          | Годы жизни             | Изображение |
| -------------------- | ---------------------------- | ---------------------- | ----------- |
| Гьялванг Друкпа I    | Цангпа Гьяре                 | 1161 — 1211            |             |
| Гьялванг Друкпа II   | Кунга Палджор                | 1428 — 1476            |             |
| Гьялванг Друкпа III  | Джамьянг Чодрак              | 1478 — 1523            |             |
| Гьялванг Друкпа IV   | Кункхьен Пема Карпо          | 1527 — 1592            |             |
| Гьялванг Друкпа V    | Пагсам Вангпо                | 1593 — 1641            |             |
| Гьялванг Друкпа VI   | Мипам Вангпо                 | 1641 — 1717            |             |
| Гьялванг Друкпа VII  | Кагью Тринле Шингта          | 1718 — 1766            |             |
| Гьялванг Друкпа VIII | Кунзиг Чонанг                | 1768 — 1822            |             |
| Гьялванг Друкпа IX   | Джигме Мингьюр Вангьял       | 1823 — 1883            |             |
| Гьялванг Друкпа X    | Мипам Чокьи Вангпо           | 1884 — 1930            |             |
| Гьялванг Друкпа XI   | Тендзин Кхенраб Гелег Вангпо | 1931 — 1960            |             |
| Гьялванг Друкпа XII  | Джигме Пема Вангчен          | 1963 — настоящее время |             |